# Bom krasch
Bom krasch var en revy av Beppe Wolgers som spelades i Stockholm sommaren 1966 i produktion av Knäppupp AB. Texterna skrevs av Beppe Wolgers och originalmusiken av Roland Edling och Carl-Axel Dominique, för regin svarade Johan Bergenstråhle, Bo Lindgren gjorde dekoren, Eva Rydberg svarade för koreografin och Roland Edling var kapellmästare.
Bom krasch spelades på Knäppupp AB:s hemmascen Idéonteatern vid Brunkebergstorg i Stockholm den 7 juni–24 september 1966.
Medverkande var Ulf Andrée, Julia Caesar, Stefan Ekman, Stig Grybe, Lena Hansson, Martin Ljung, Grynet Molvig, Per Oscarsson och Beppe Wolgers.